# Amphipyra repressus
Amphipyra repressus är en fjärilsart som beskrevs av Augustus Radcliffe Grote 1871. Amphipyra repressus ingår i släktet Amphipyra och familjen nattflyn. Inga underarter finns listade i Catalogue of Life.